# CACNA2D2
La subunidad alfa2delta-2 del canal de calcio dependiente de voltaje es una proteína que en humanos está codificada por el gen CACNA2D2.
Este gen codifica un miembro de la familia de subunidades alfa-2 / delta, una proteína en el complejo del canal de calcio dependiente de voltaje. Los canales de calcio median la entrada de iones de calcio en la célula tras la polarización de la membrana y consisten en un complejo de subunidades alfa-1, alfa-2 / delta, beta y gamma en una proporción de 1: 1: 1: 1. Existen varias versiones de cada una de estas subunidades, ya sea expresadas a partir de genes similares o como resultado de un empalme alternativo. La investigación sobre una proteína muy similar en conejo sugiere que la proteína descrita en este registro se divide en subunidades alfa-2 y delta. Se han caracterizado variantes de corte y empalme transcripcionales alternativas de este gen, que codifican diferentes isoformas.
Los canales que contienen CACNA2D2 están bloqueados por amiodarona.